# Первое сражение при Оберне
Первое сражение при Оберне (англ. First Battle of Auburn) — произошло 13 октября 1863 года, в начале кампании Бристоу в ходе американской гражданской войны. Колонна федеральной пехоты столкнулась с разведывательным отрядом кавалерии Юга и произошла небольшая перестрелка. отряд южан отступил, но из-за этого другой крупный отряд, готовивший нападение на федеральный обоз, отказался отрезан от своих сил и попал в окружение. Южане отменили нападение и спрятались в низине, где провели ночь и дождались подхода своей пехоты.

## Предыстория
В сентябре 1863 года южане разбили армию Роузкранса в сражении при Чикамоге, что заставило администрацию Вашингтона перебросить в Теннесси два корпуса Потомакской армии. У Мида в Вирджинии осталось 80 000 человек против 48 000 человек в армии Ли. Ли решил начать наступление, двигаясь в обход правого фланга армии Мида, примерно повторяя своё наступление против армии Поупа в августе 1862 года. Джеб Стюарт должен был прикрывать фланг наступления силами дивизии Хэмптона. Кавалерийская дивизия Фицхью Ли была оставлена прикрывать переправы через Рапидан.
9 октября Стюарт собрал около Мэдисон-Кортхауз бригады Джеймса Гордона, Пирса Янга и Оливера Фанстена. 10 октября он оставил бригаду Фанстена при армии, а с остальными двумя перешёл реку Робертсона по броду Расселс-Форд, отбросил федеральное охранение и начал преследовать его в направлении Джеймс-Сити. За городом Стюарт столкнулся с кавалерией Килпатрика и пехотной дивизией. Он не стал атаковать этот отряд, а вступил с ним в неторопливую перестрелку. В тот же день Мид узнал о манёврах армии Ли и начал отвод армии за Раппаханок. Проснувшись утром 11 октября, Стюарт обнаружил, что противник на его фронте отступил.
Стюарт взял бригаду Гордона и направился к Калпеперу. Он настил Килпатрика за Калпепером, но не решился в лоб атаковать его арьергарды. В то же время Фицхью Ли теснил дивизию Бьюфорда к Бренди-Стейшен. Завязалось сражение около станции Бренди, в ходе которого северяне оставили позицию и отступили за Раппаханок. Утром 12 октября Стюарт начал преследовать противника, и к вечеру достиг города Уоррентон. Потомакская армия встала на ночь немного восточнее, у линии железной дороги. Генерал Ли не знал точного расположения армии Мида, поэтому велел Стюарта 13 октября провести рекогносцировку в направлении Кэтлетт-Стейшен.